# Dänische Westindien-Kompanie
Die Dänische Westindien-Kompanie (dänisch Vestindisk kompagni), später  Westindien-Guinea-Kompanie (dänisch Vestindisk-Guineisk kompagni), war eine Handelskompanie. Geschaffen wurde sie für den Handel mit den dänischen Kolonien an der sogenannten Goldküste (heute Ghana) und in  Dänisch-Westindien (Saint Thomas, Saint John und Saint Croix, heute die Amerikanischen Jungferninseln).

## Vorgeschichte
Am 28. März 1659 wurde in Hamburg die Glückstädter Africanische Kompanie – eine Tarnorganisation – von Heinrich Carloff, den Amsterdamern Jan de Swaan und Isaac Coymans, Vincent Klingenberg sowie Jacob del Boe gegründet. Am 20. Mai bestätigte König Friedrich III. in Kopenhagen den Vertrag und verlieh für 25 Jahre einen Octroi. Die Festung Friedrichsburg, heute ein Teil von Cape Coast (Ghana), wurde ihr Haupt- und vornehmster Handelsplatz. „Am 16. April waren die dänischen Besitzungen durch Verrat in die Hände der Holländischen Westindischen Kompanie gefallen und damit der Glückstädter Kompanie eigentlich schon bei ihrer Gründung ihre Unterlage entzogen.“ Die dänische Regierung versuchte, Frankreich und England gegen die Holländische Westindische Kompanie zu bewegen. Ende 1663 kam Robert Holmes zur Hilfe. Trotzdem konnte die Glückstädter Kompanie sich nicht halten und wurde 1671 in die Dänische Westindische Kompanie aufgenommen.

## Entstehung und Entwicklung
Sie wurde am 11. März 1671 als „Westindische Kompanie“ gegründet und am 30. August 1680 in „Westindisch-Guinesische Kompanie“ (Det Vestindisk-Guineiske kompagni) umbenannt. Am 24. August 1754 verkündete die dänische Regierung, dass die Kompanie am 28. November 1754 in Rentekammeret Vestindisk-guineisk renteskriverkontor umgewandelt werden sollte. Ab 1760 war sie bekannt als Vestindisk-guineiske rente- og generaltoldkammer.
Das führte zu einer kurzzeitigen Gründung der Det Guineiske kompagni durch einen königlichen Erlass vom 18. März 1765, um den Handel mit der dänischen Kolonie an der Goldküste aufrechtzuerhalten. Im November kamen zwar Fort Christiansborg und Fort Fredensborg für 20 Jahre in ihren Besitz, aber die Kompanie erhielt nie wieder das Handelsmonopol, das die frühere Westindische Kompanie besaß. Der Handel blieb für alle dänischen, norwegischen, schleswigschen und holsteinischen Gesellschaften offen.
In der Mitte der 1770er Jahre geriet die Kompanie in derart starke finanzielle Probleme, dass sie am 22. November 1776 aufgelöst wurde. Bereits im August/September 1775 hatte die dänische Regierung wieder die Kontrolle über die Forts übernommen.